# Maison Vandenbergh
La maison Vanderbergh est une habitation unifamiliale située dans l'avenue de Waterloo à Charleroi (Belgique). Elle est conçue en 1910 par l'architecte Octave Carpet pour Ida Vanderbergh.

## Architecture

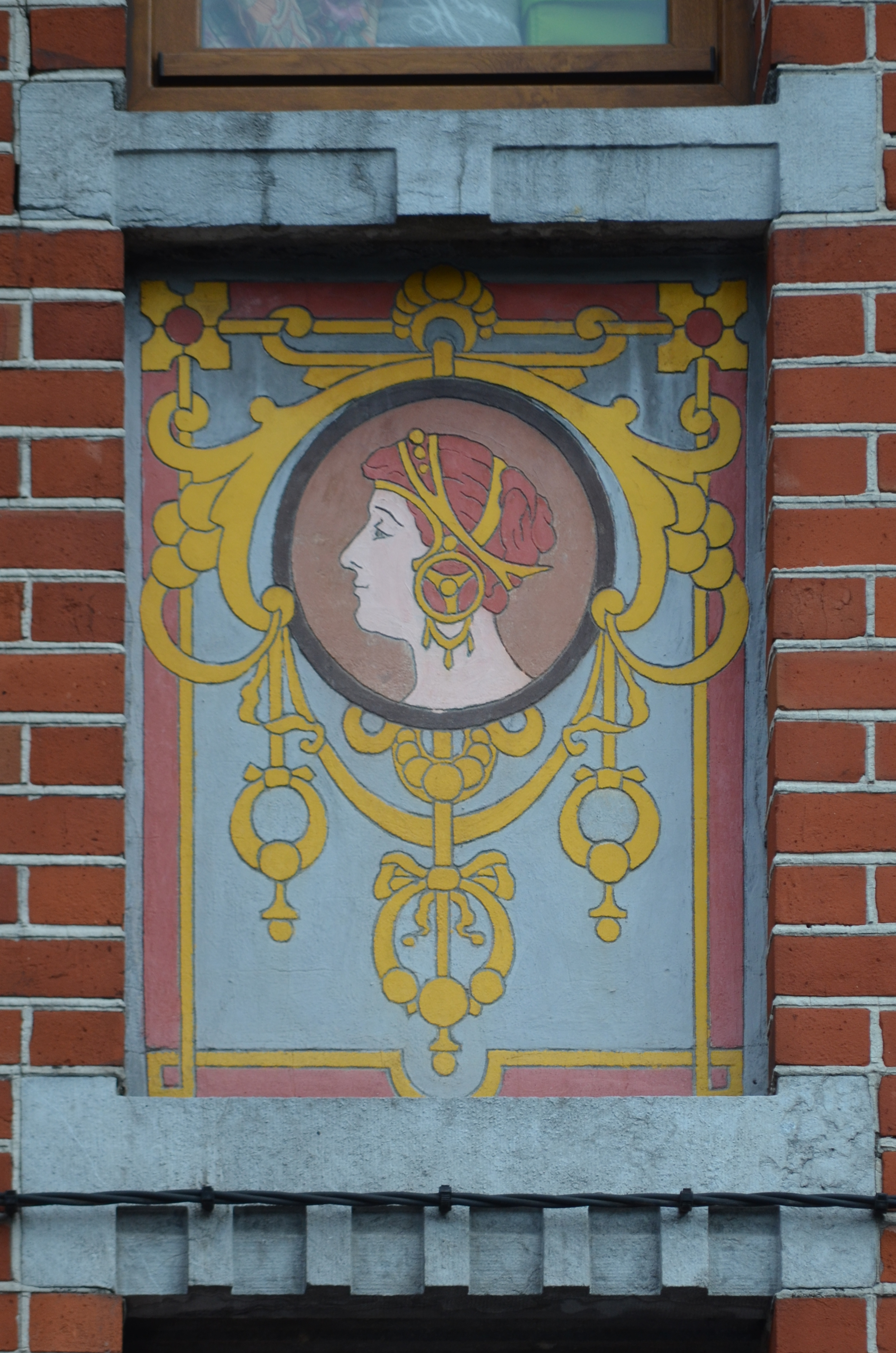
Détail sgraffite.

Cette maison est construite par l'architecte Octave Carpet en 1910, ainsi que les maisons adjacentes construites par l'architecte Edgard Clercx, forment un bloc de maisons Art nouveau dans l'avenue de Waterloo.
Il s'agit d'un bâtiment avec une façade en brique et des finitions en pierre calcaire. Ses baies d'origine, à linteau et traverse en pierre bleue, sont restées intactes sur les trois étages hors-sol. Au rez-de-chaussée, le programme architectural a cependant changé et les caractéristiques stylistiques de la façade ont été perdues. Le bâtiment présente des sgraffites entre les fenêtres et un balcon métallique qui repose sur la logette (remplacée) du premier étage. Au dernier étage, fenêtres jumelées à arc surbaissé, séparées par un pilastre soutenant la console métallique de la corniche légèrement chantournée.